# Parc Mini-Europe

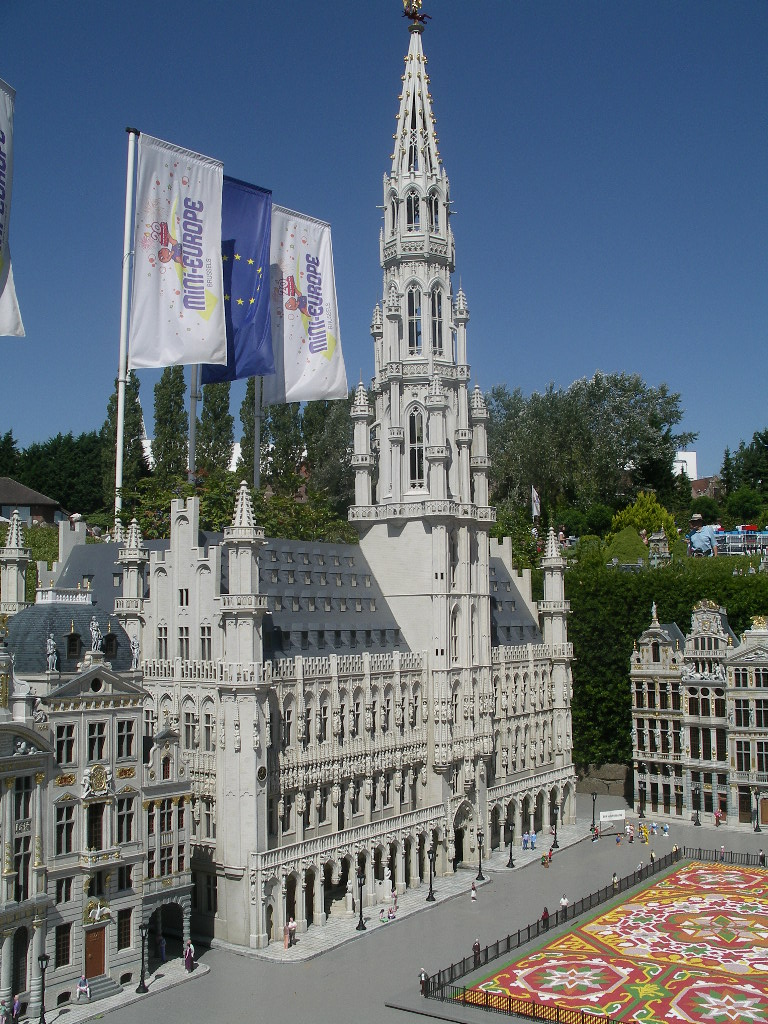
Ajuntament de Brussel·les al Parc Mini-Europa

El Parc Mini-Europe està situat a Bruparck, al peu de l'Atomium, a Brussel·les, té reproduccions d'alguns dels monuments més coneguts de la Unió Europea a escala 1/25. L'exposició consta d'uns 350 edificis que representen 80 ciutats.
El parc destaca per la qualitat de les maquetes, algunes de les quals han costat fins a 350.000 euros –per exemple, la Grand Place de Brussel·les–. A més a més, conté nombroses escenes animades i elements mòbils –tren, molins, erupció del Vesuvi, Airbus, camions electroguiats–. Una guia descriu fil per randa tots els monuments. Al final del recorregut, l'exposició, «L'esperit d'Europa» presenta la Unió Europea mitjançant activitats interactives i jocs.
El parc ocupa una superfície de 24.000 m2 i va ser construït amb una inversió inicial de 10 milions d'euros. Va ser inaugurat el 1989 per l'aleshores príncep Felip, avui rei dels belgues.

## Construcció dels monuments
Els monuments construïts van ser seleccionats per la seva qualitat arquitectònica o pel seu caràcter simbòlic per a Europa. Després d'aquesta primera selecció, el següent pas va ser recopilar plànols i fotografies. Els costs d'aquesta fase de recerca van ascendir a més de 200.000 euros. La majoria dels monuments estan fabricats mitjançant emmotllament. Les peces es fabriquen en diversos materials i després es copien mitjançant motllos en silicona. Les còpies finals es van fabricar inicialment en resina epoxi i, actualment, en polièster. Hi ha tres monuments realitzats en pedra –la torre de Pisa està construïda en marbre, per exemple– i en dues de les maquetes s'ha utilitzat una nova tècnica de fresatge per ordinador.
A continuació es pinten i, finalment, el monument es col·loca a l'emplaçament escollit amb decorats i il·luminació. La catedral de Santiago de Compostel·la, per exemple, va exigir més de 24.000 hores de treball. Al costat dels monuments hi ha plantes entapissants, arbres nans, bonsais i arbres empeltats i, per alegrar el passeig, a tot el recorregut hi ha arbusts tradicionals i flors.
Molts dels monuments han estat finançats pels països i regions d'Europa.

## Animacions
Tot el gran parc de miniatures dona vida als escenaris amb diferents elements mòbils: trens, molins, sons, erupció del Vesuvi, caiguda del mur de Berlín, góndoles a Venècia, camions electroguiats... Aquestes peces animades són prototips industrials dissenyats per resistir nombroses hores de funcionament a les diferents èpoques de l'any –glaçades, pluja, calor–.

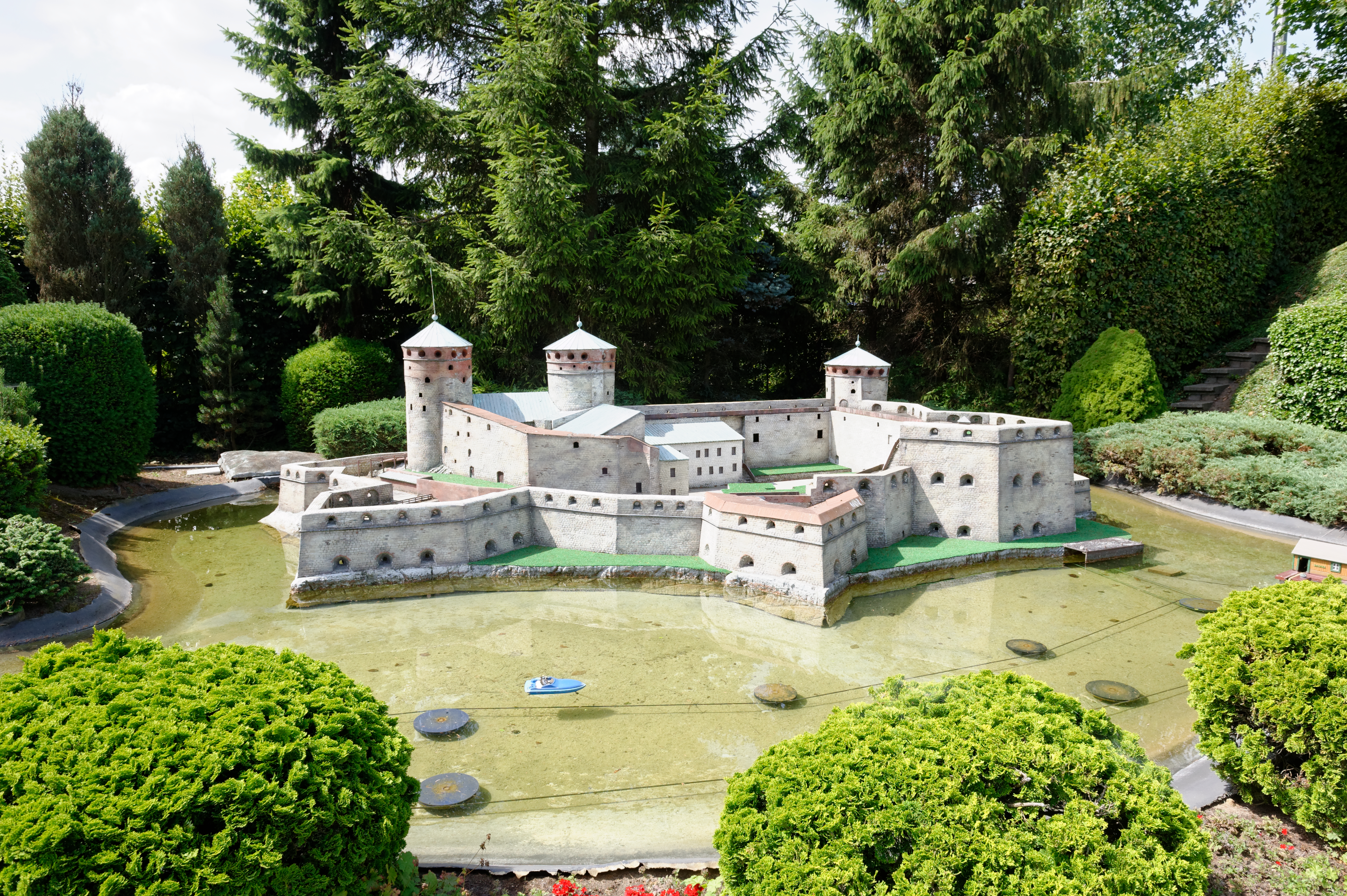
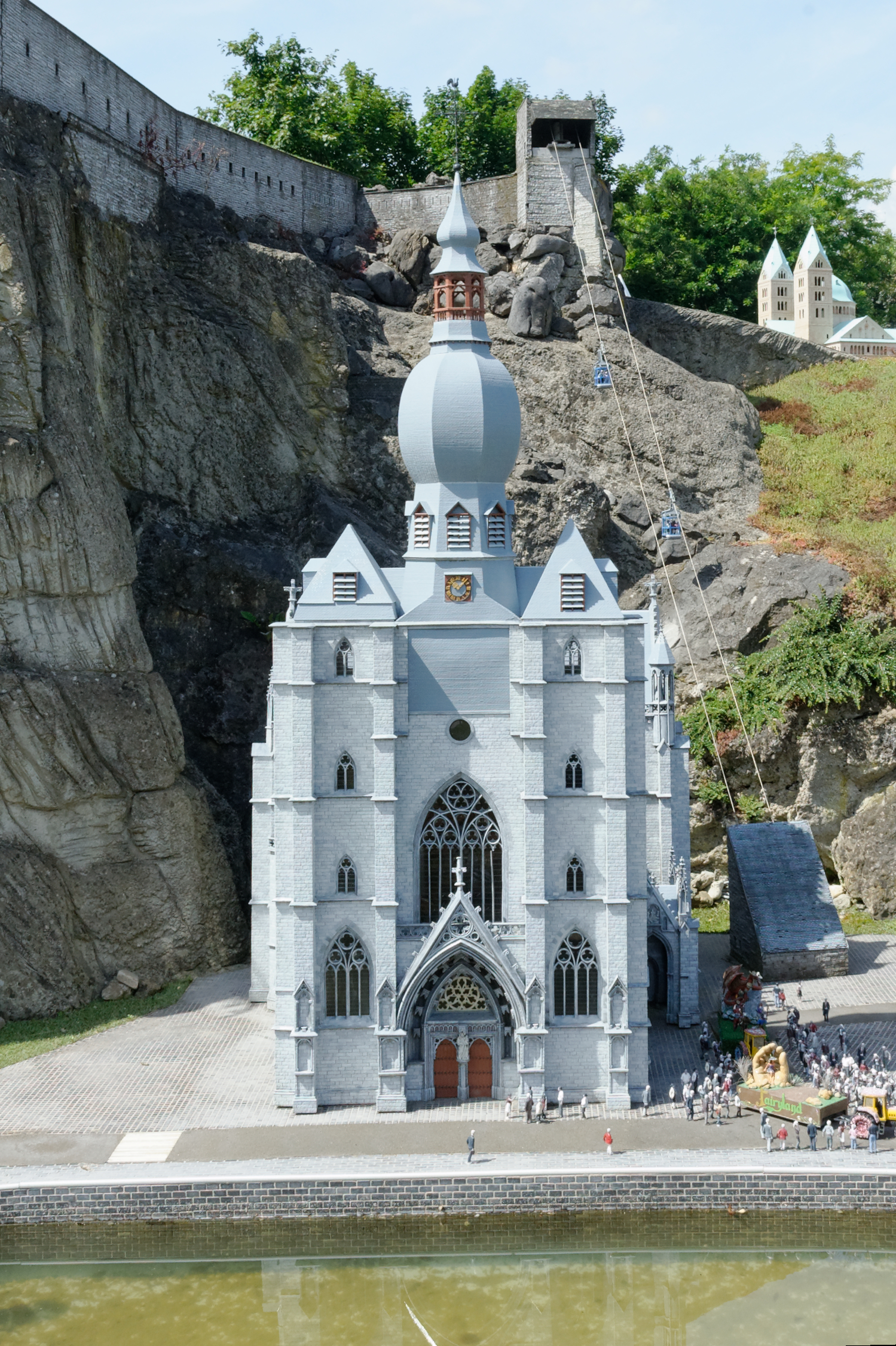
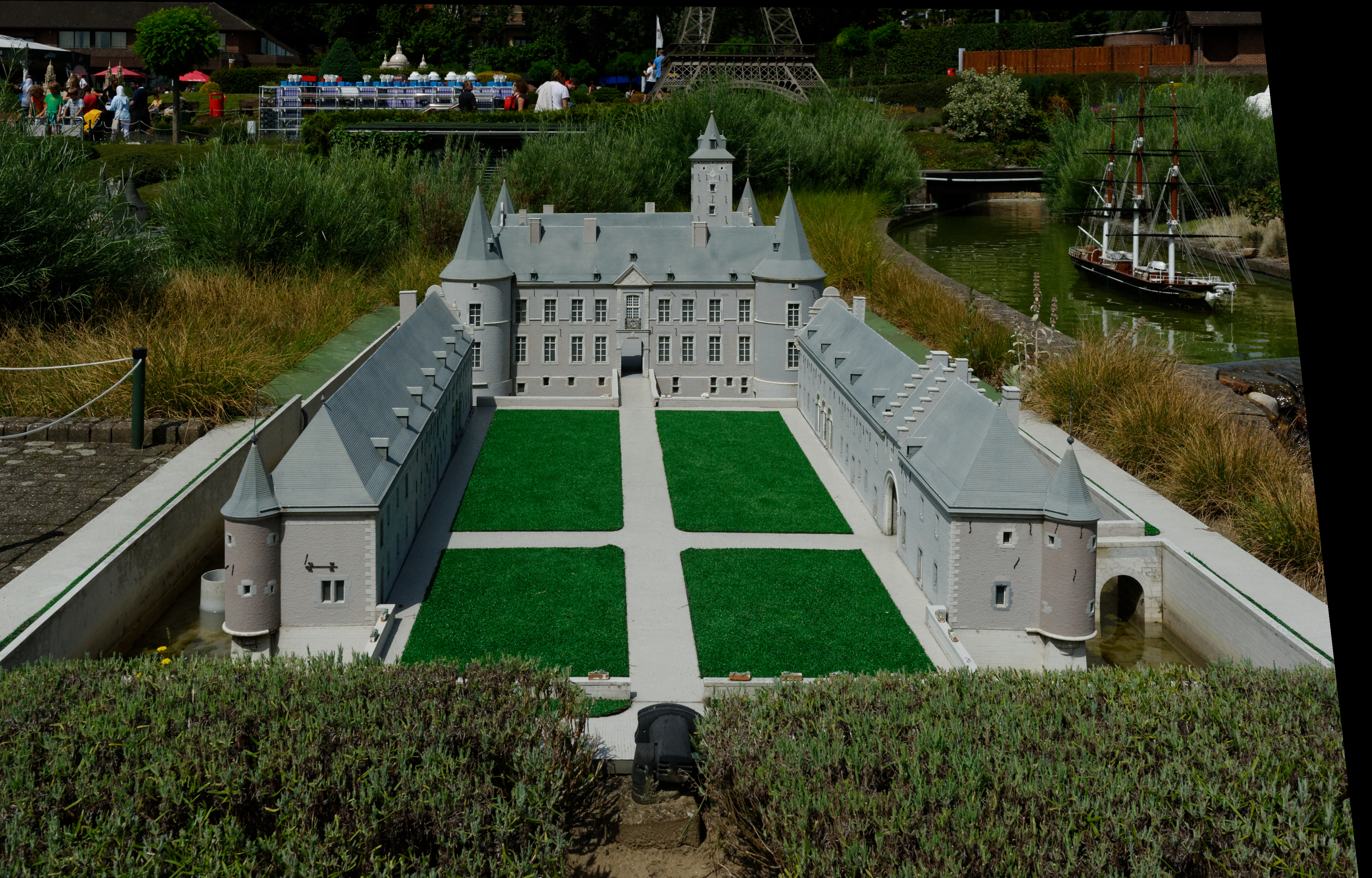
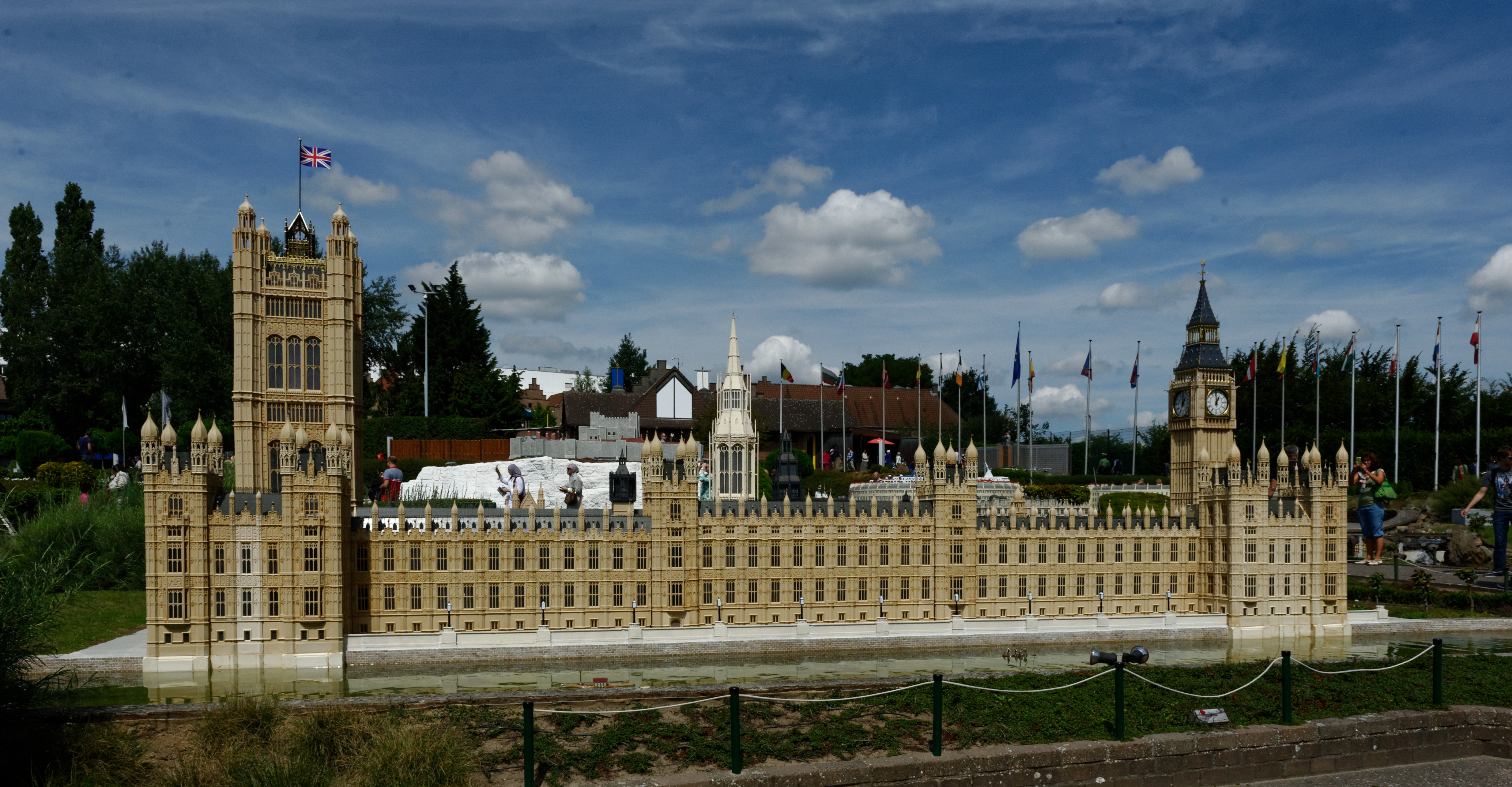
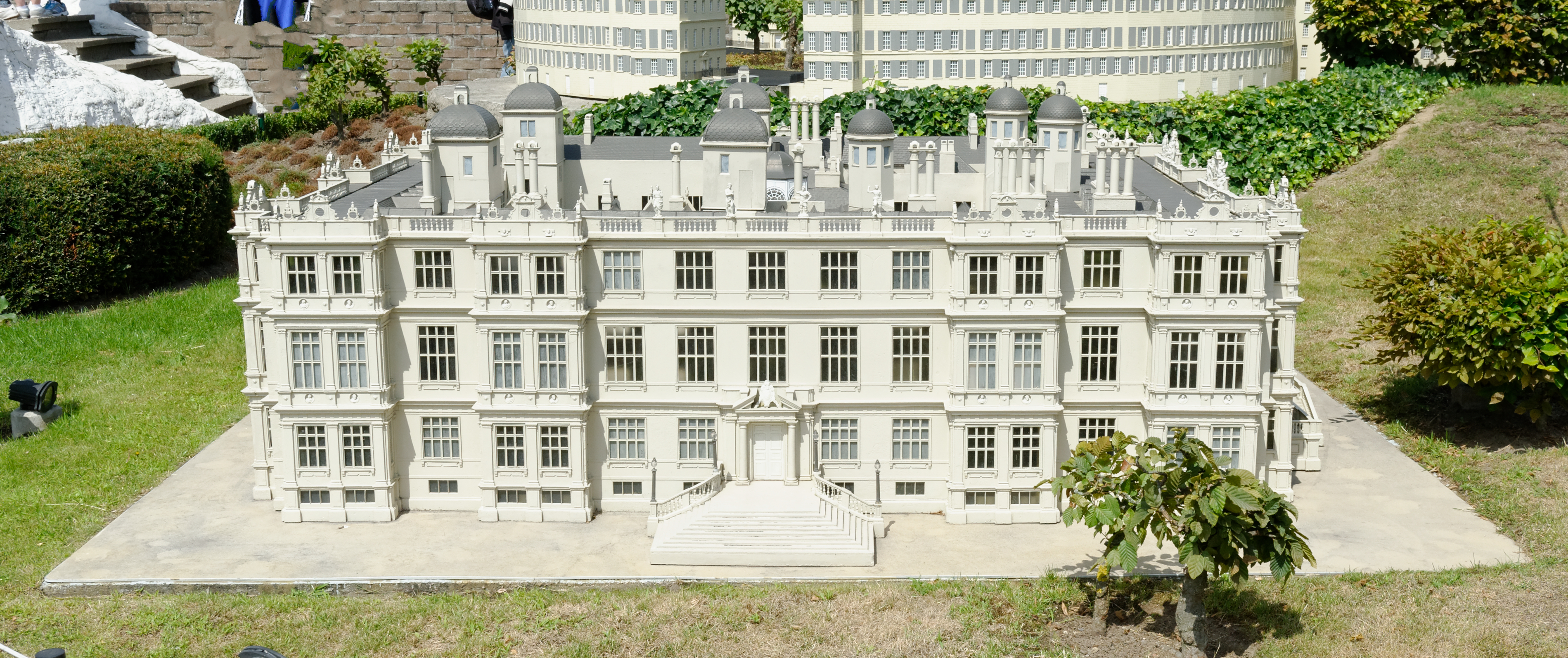
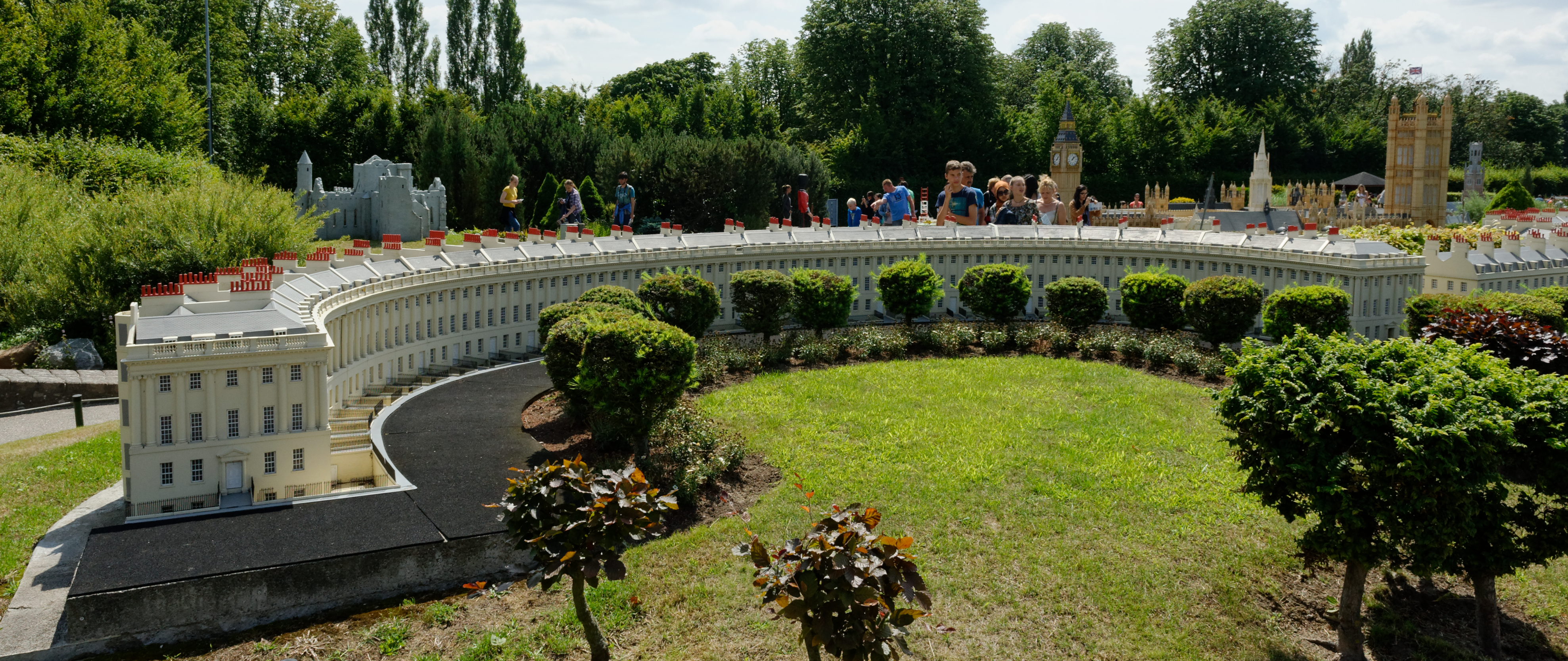
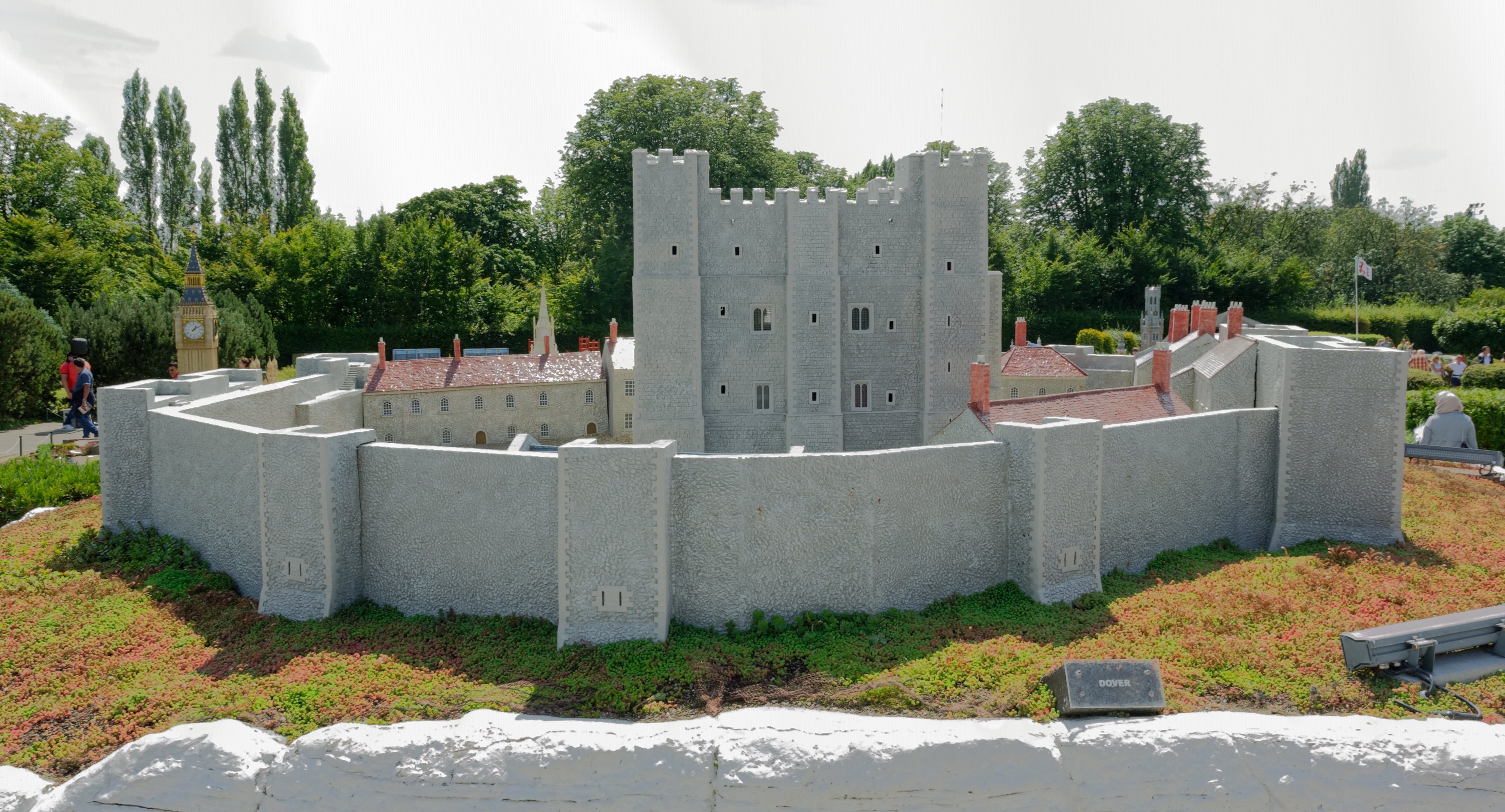
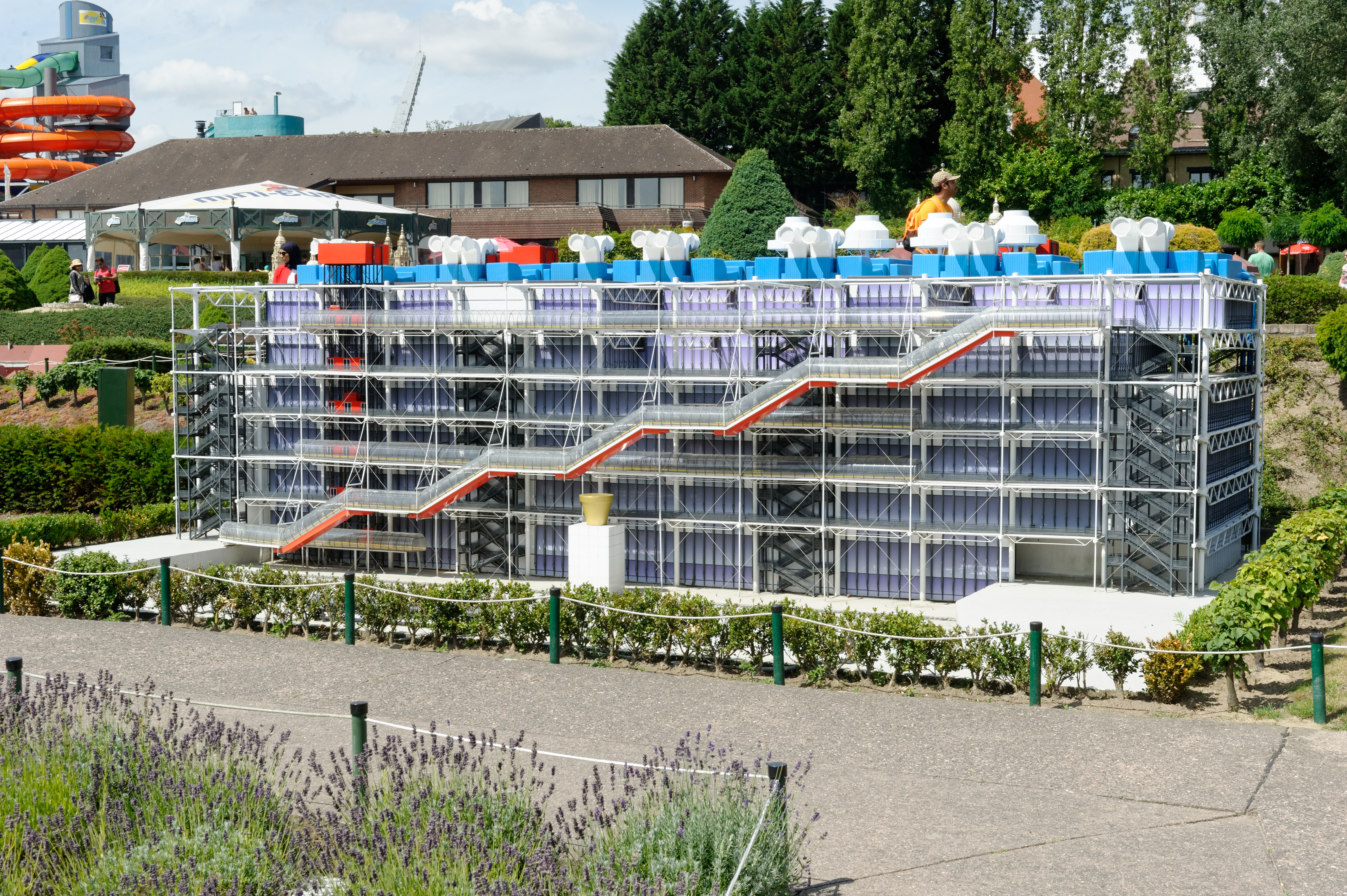
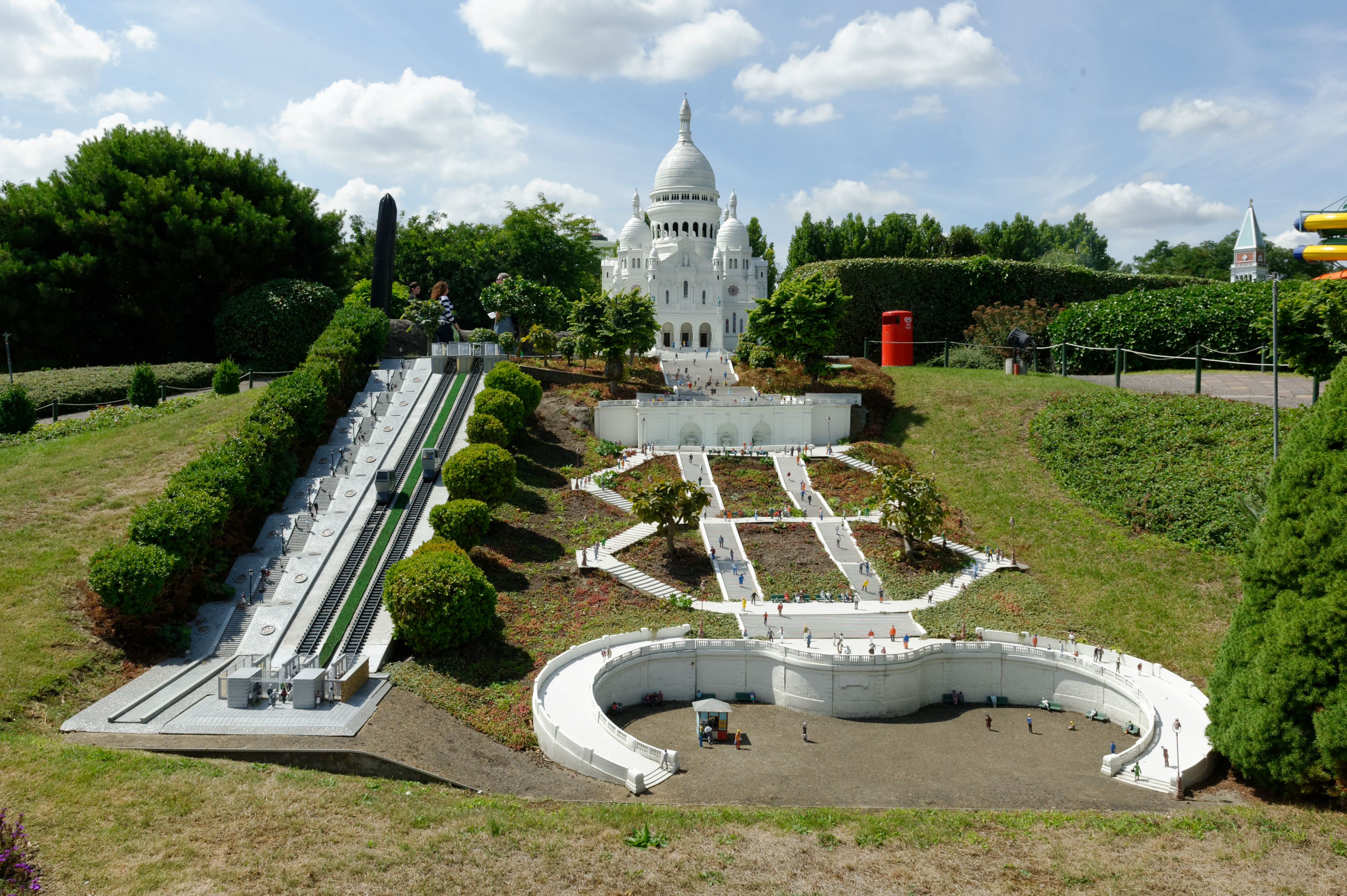
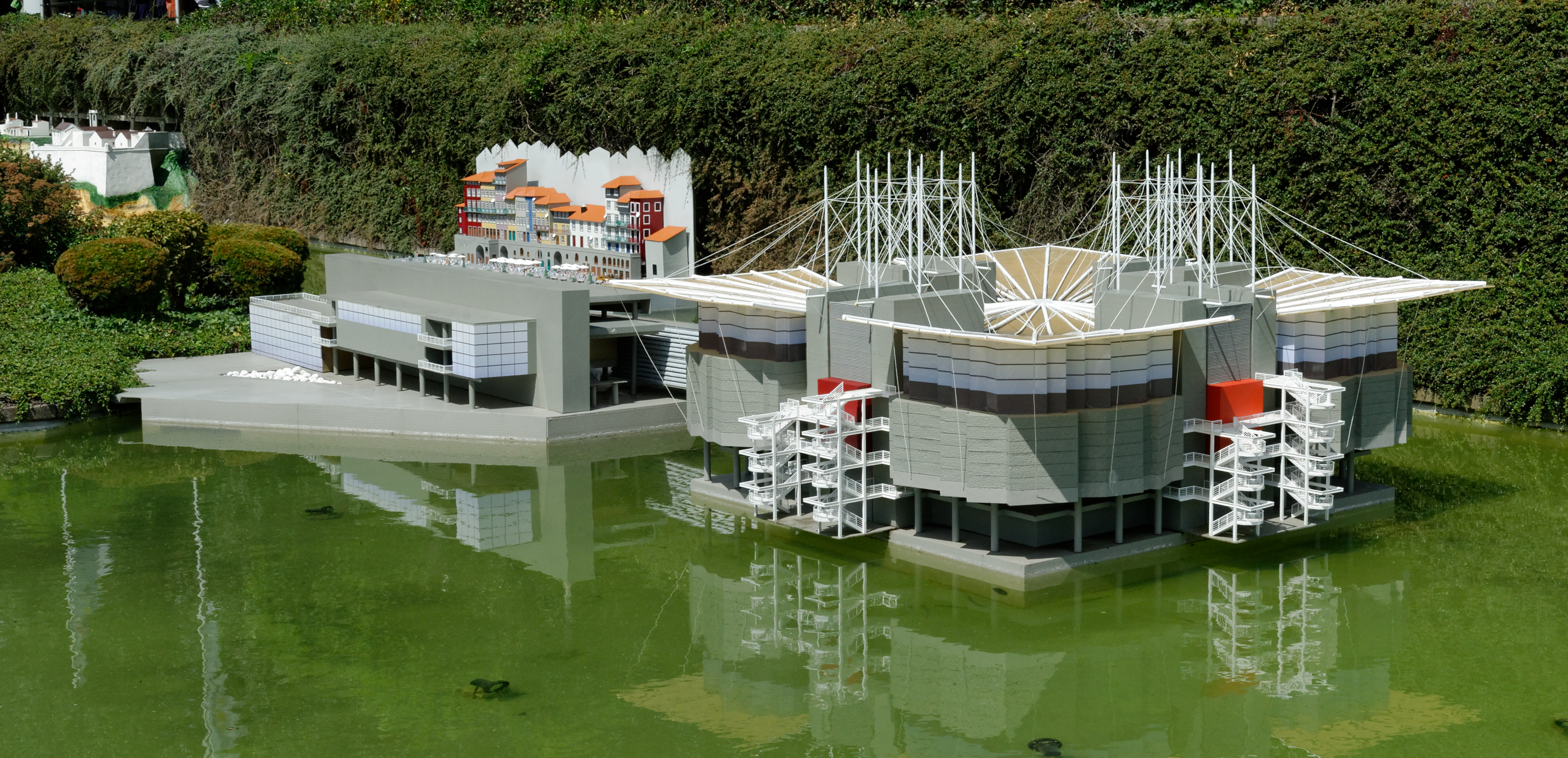
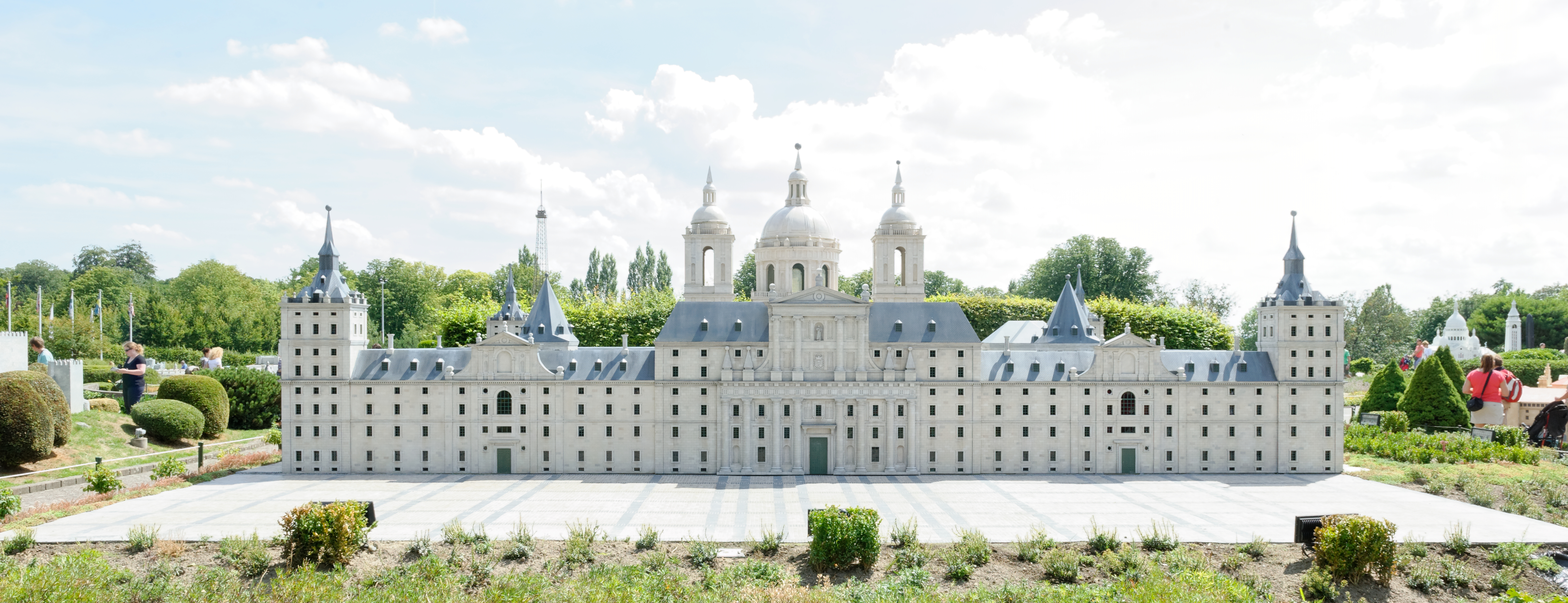
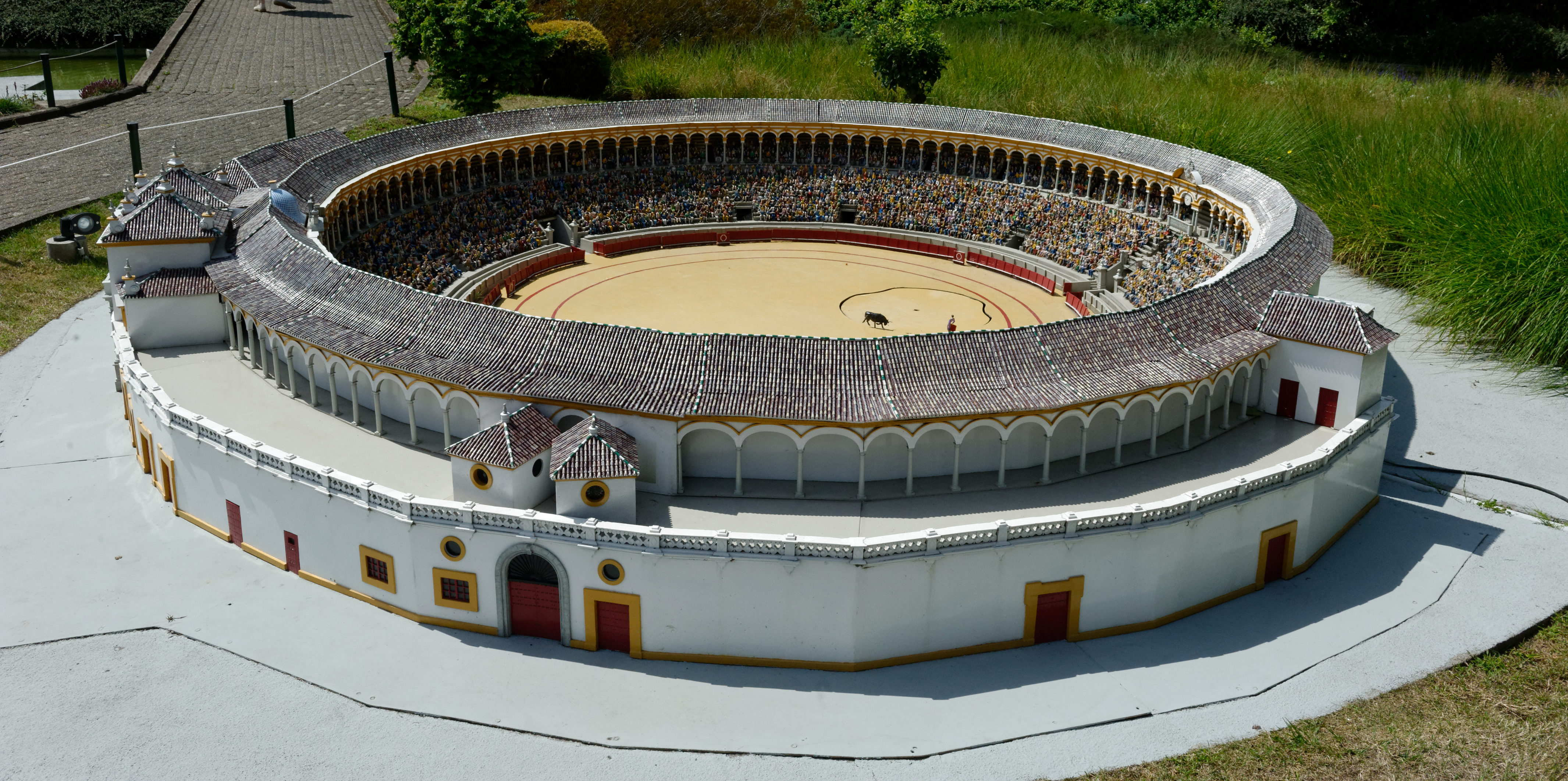
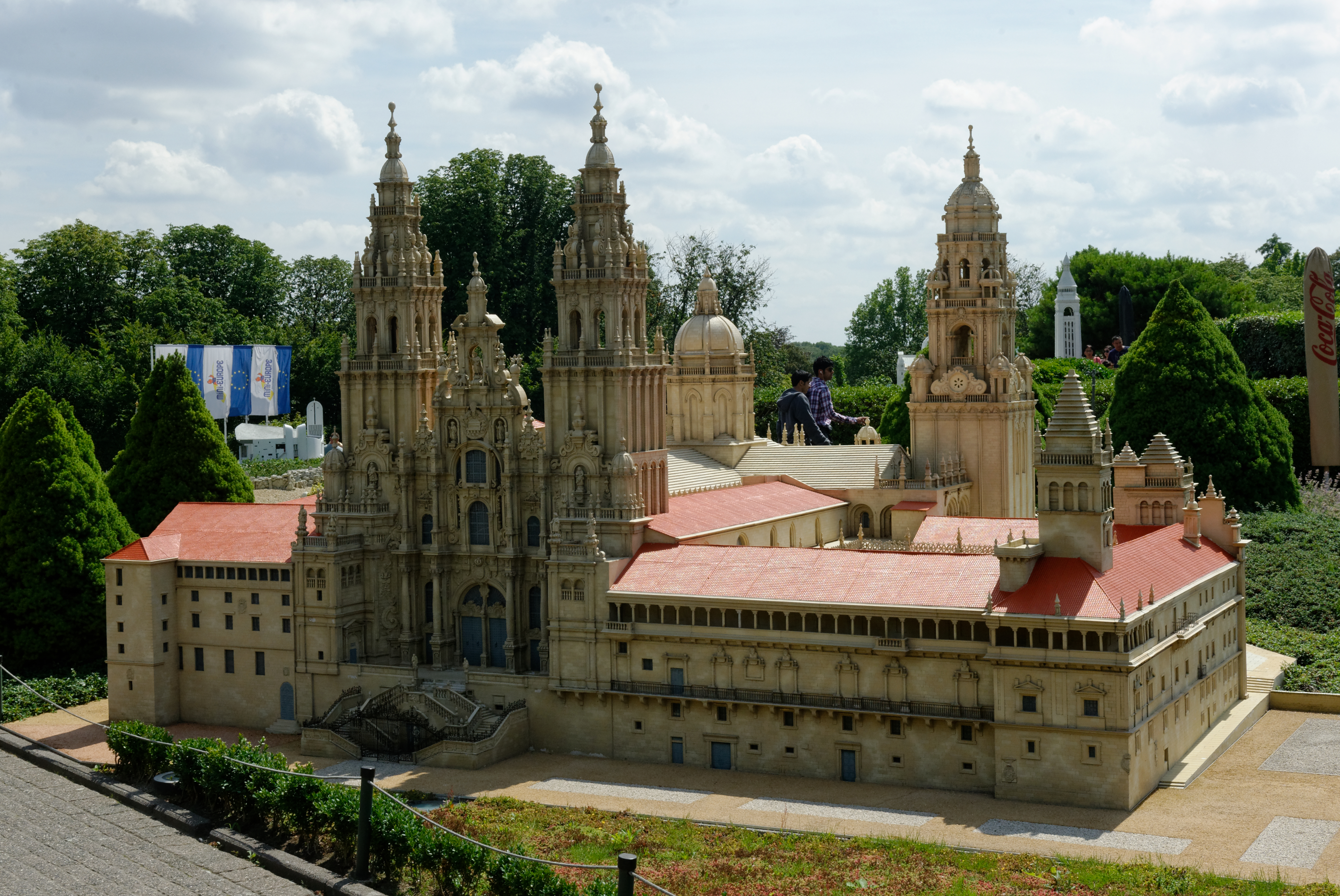
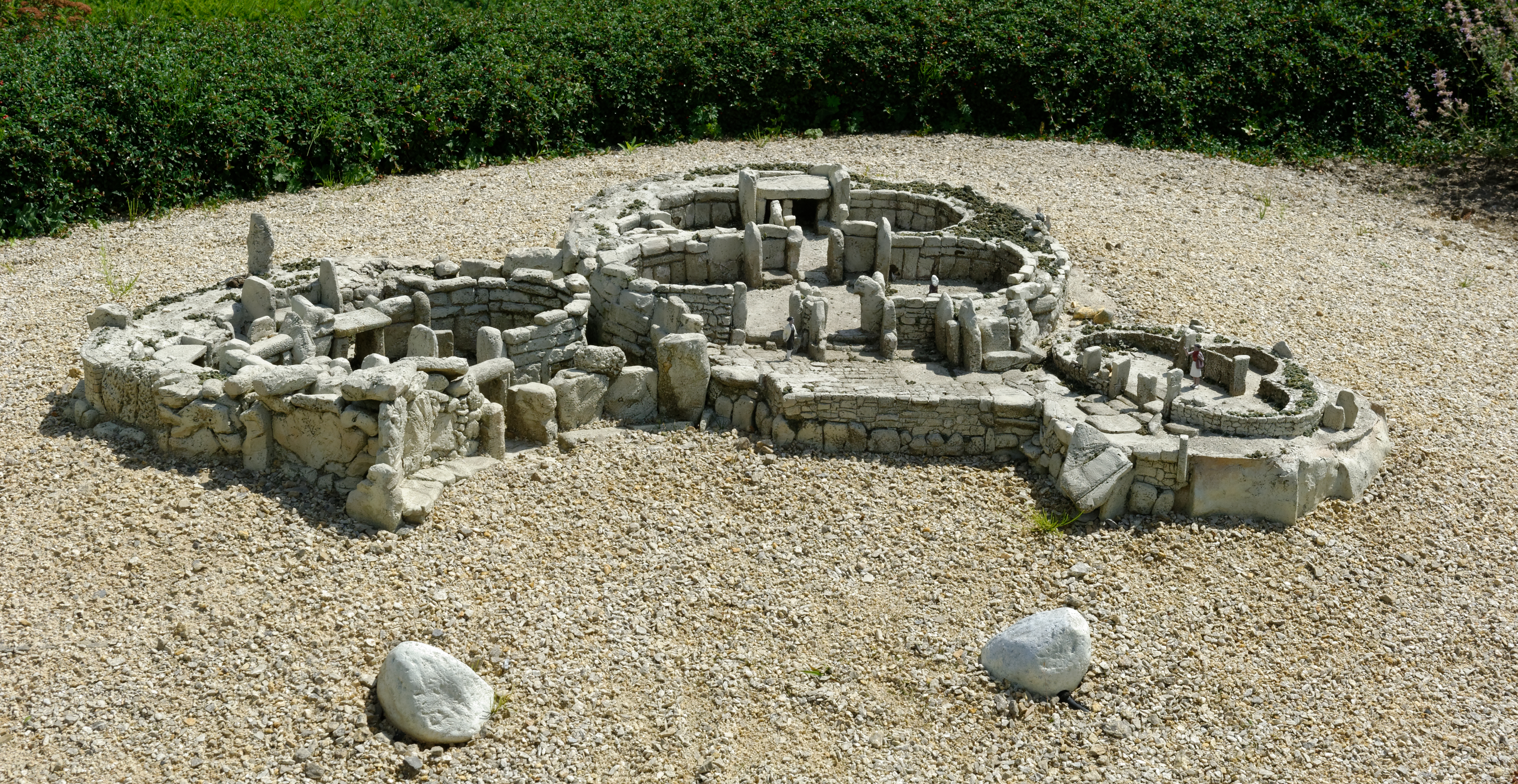
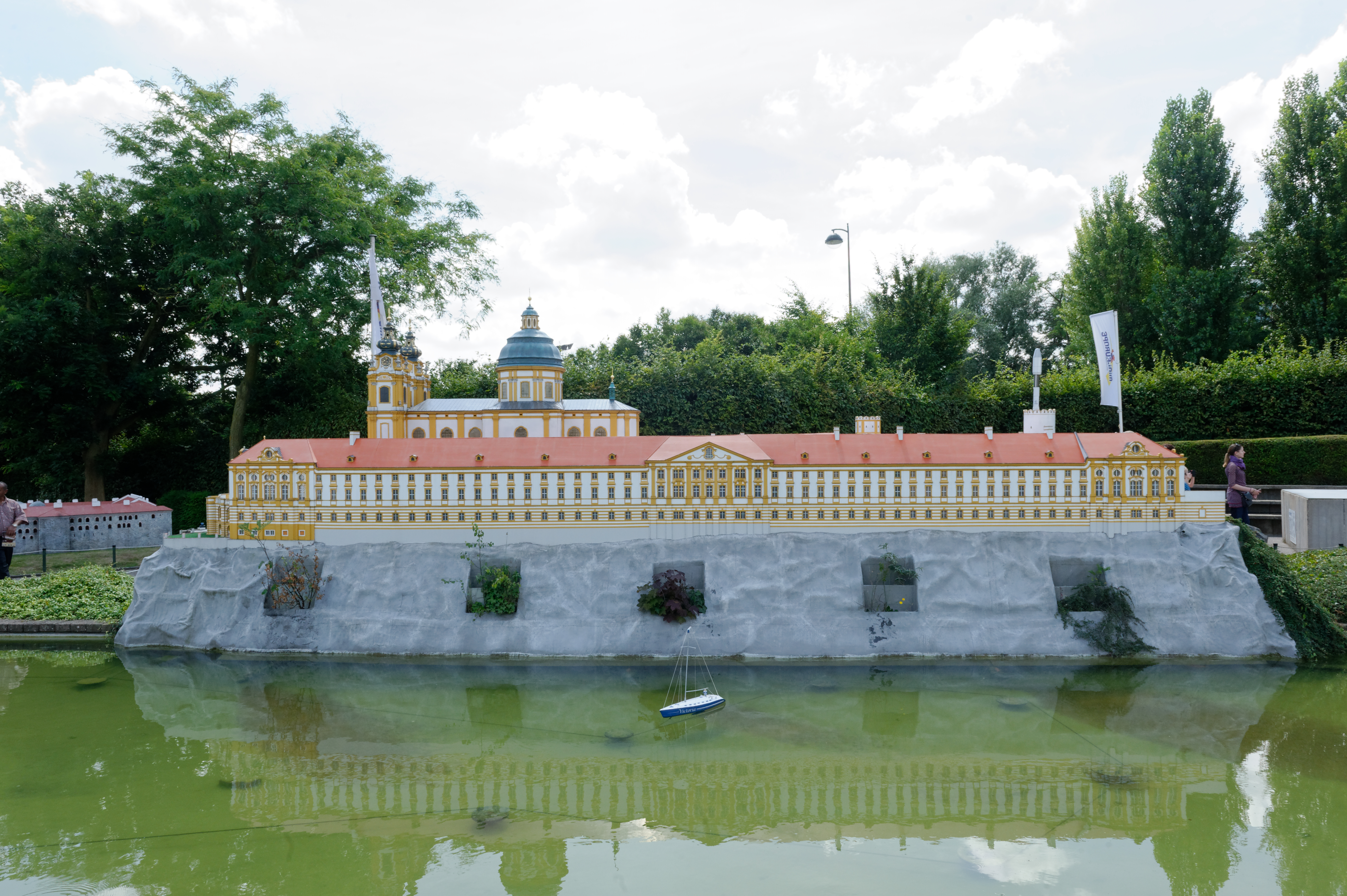
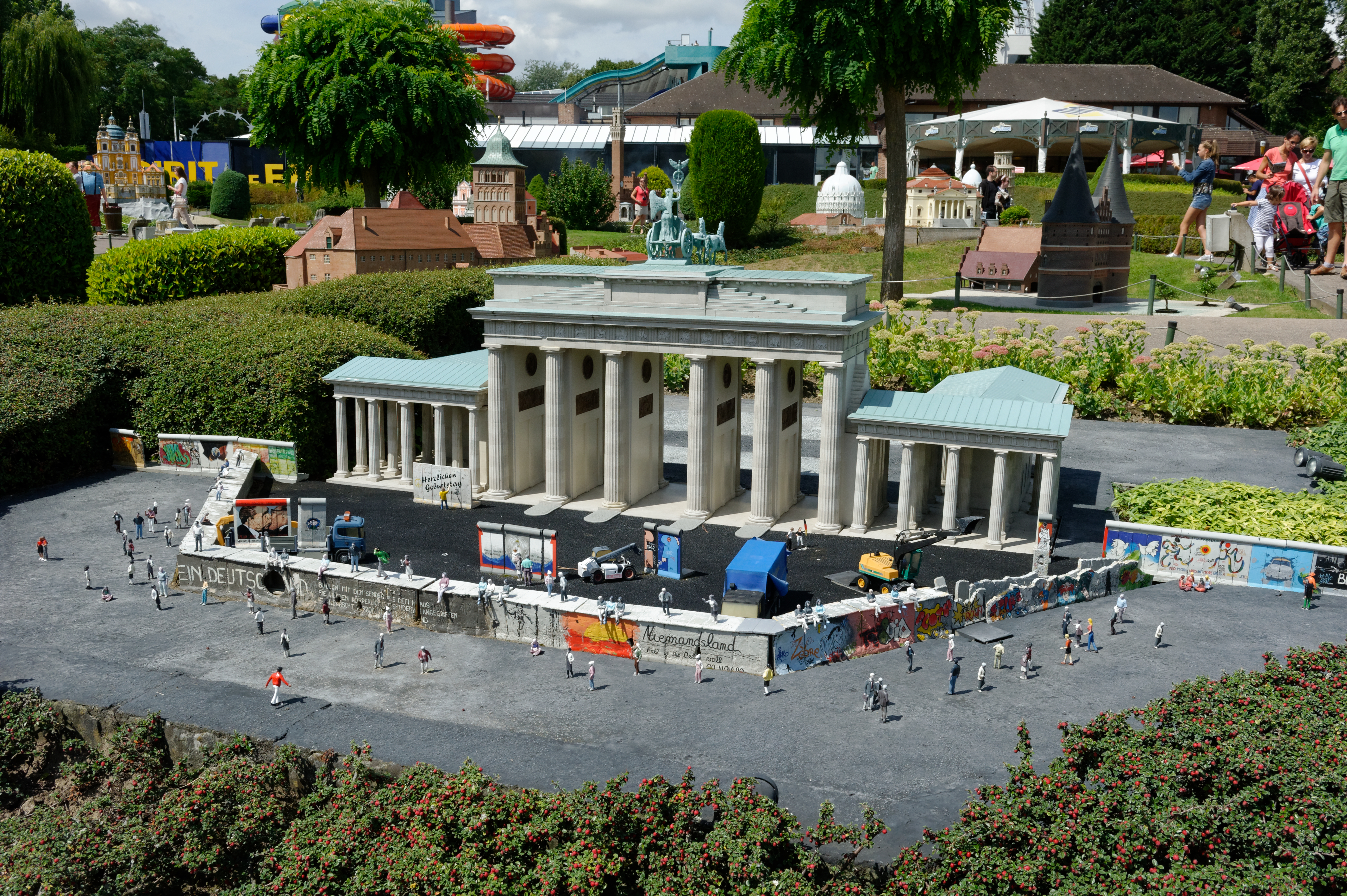
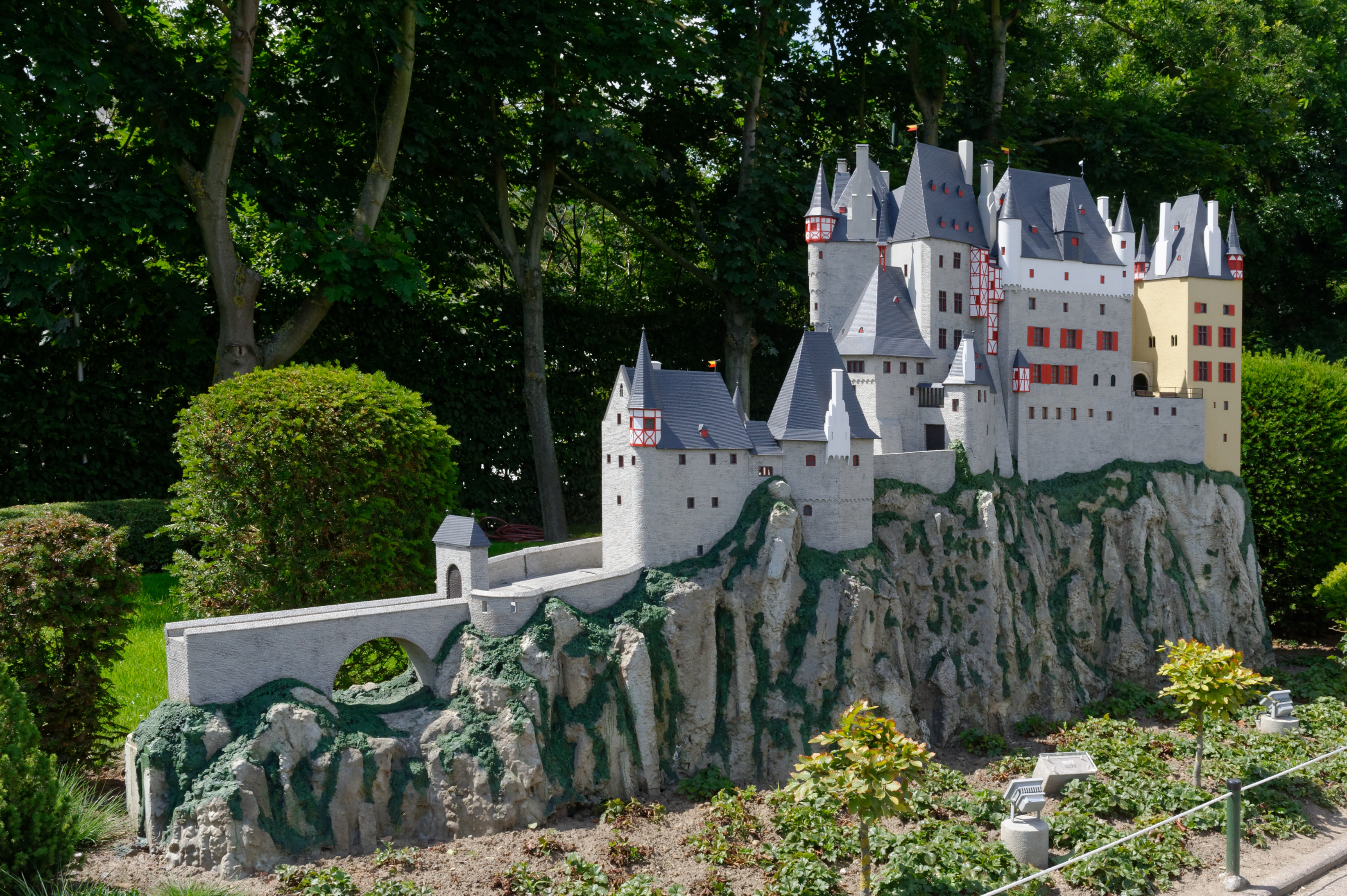
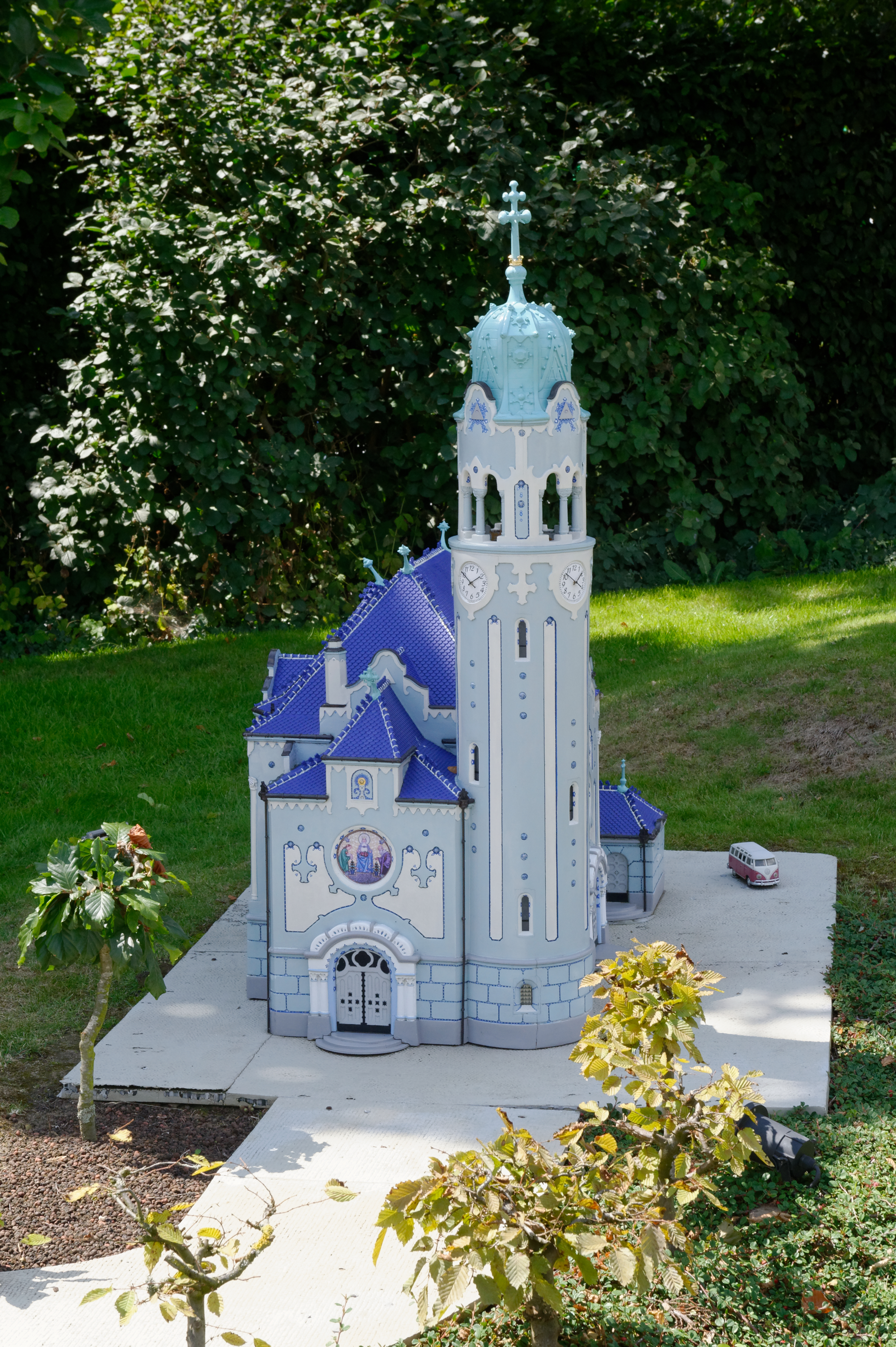
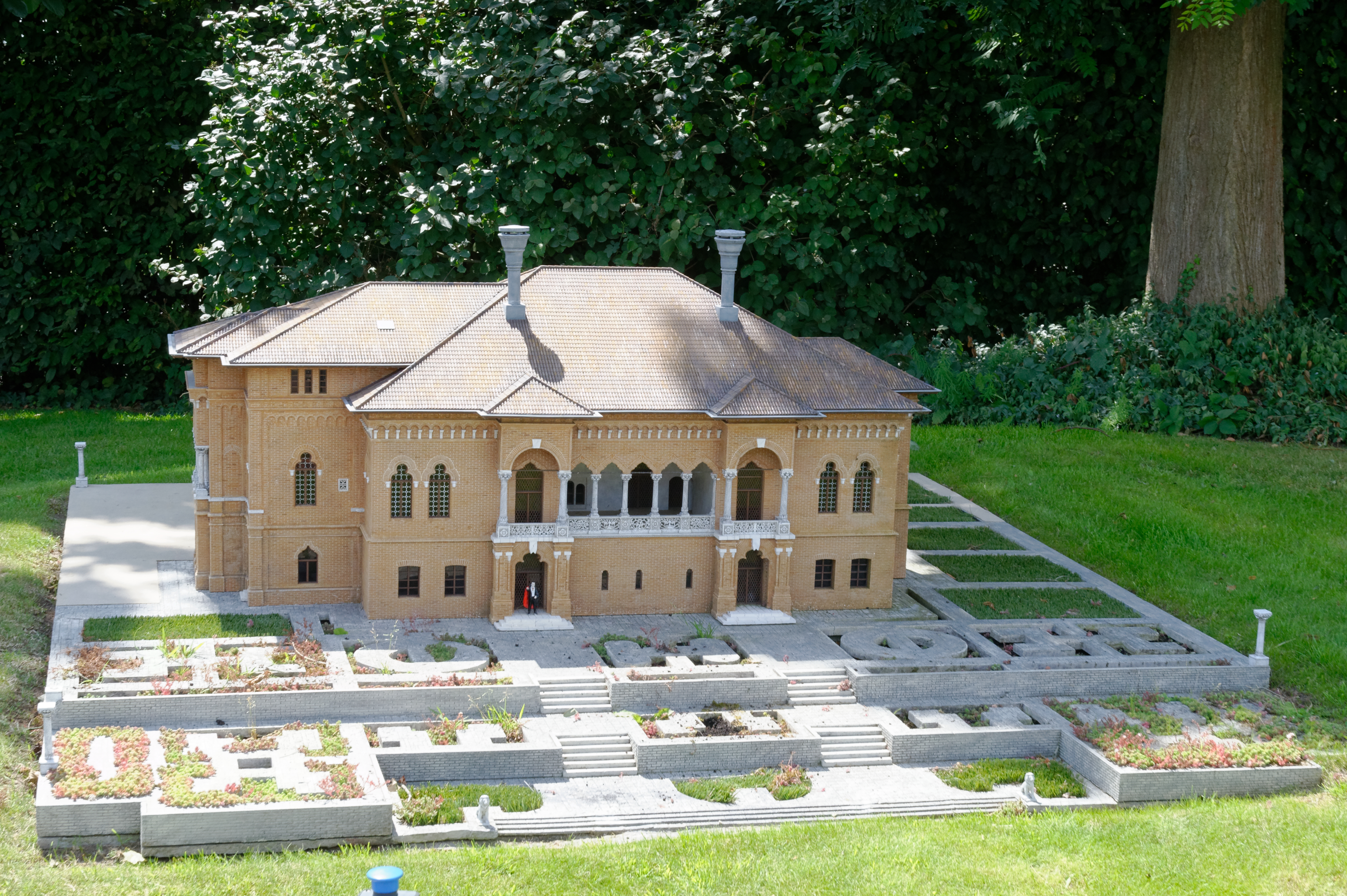
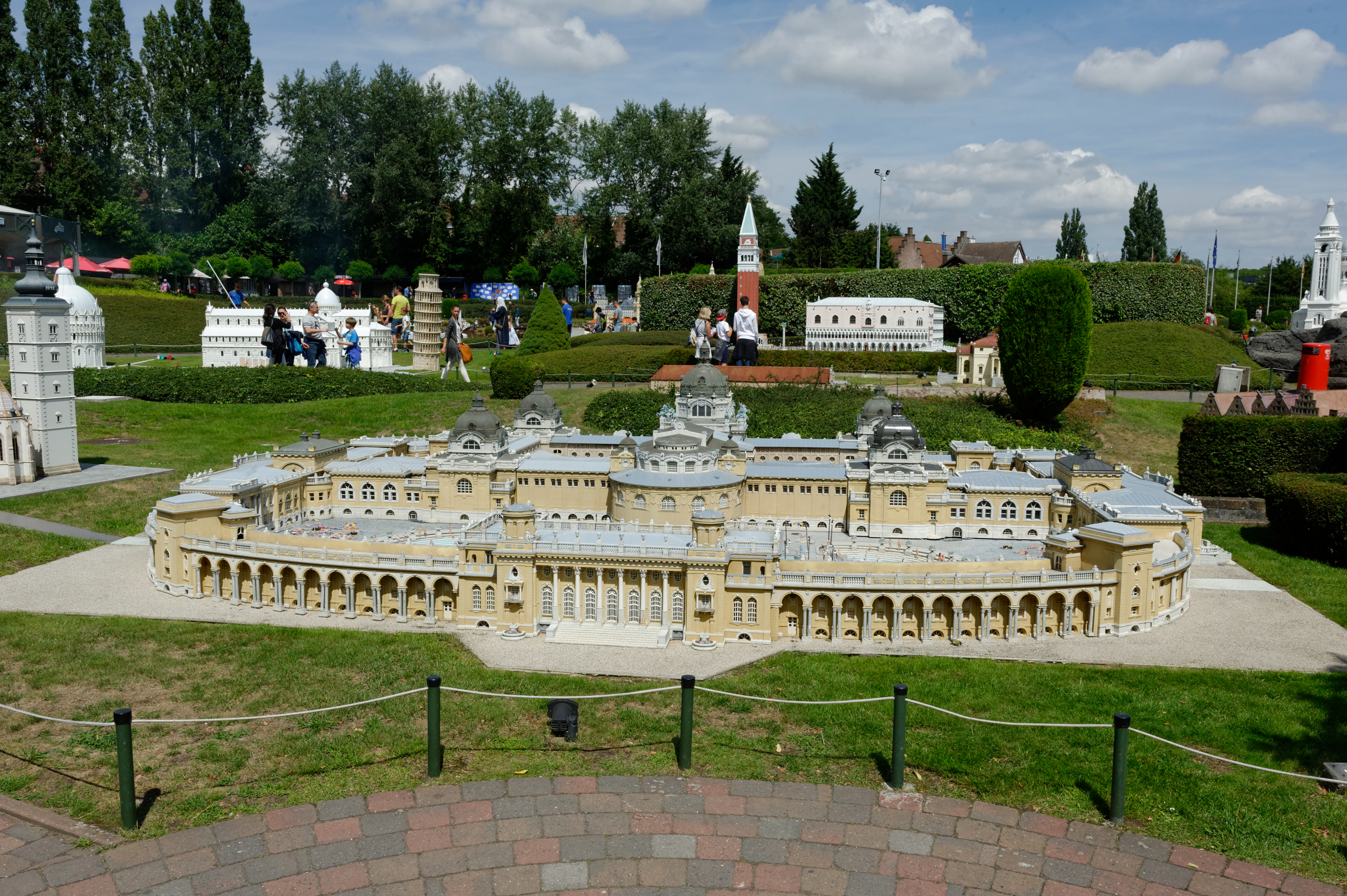
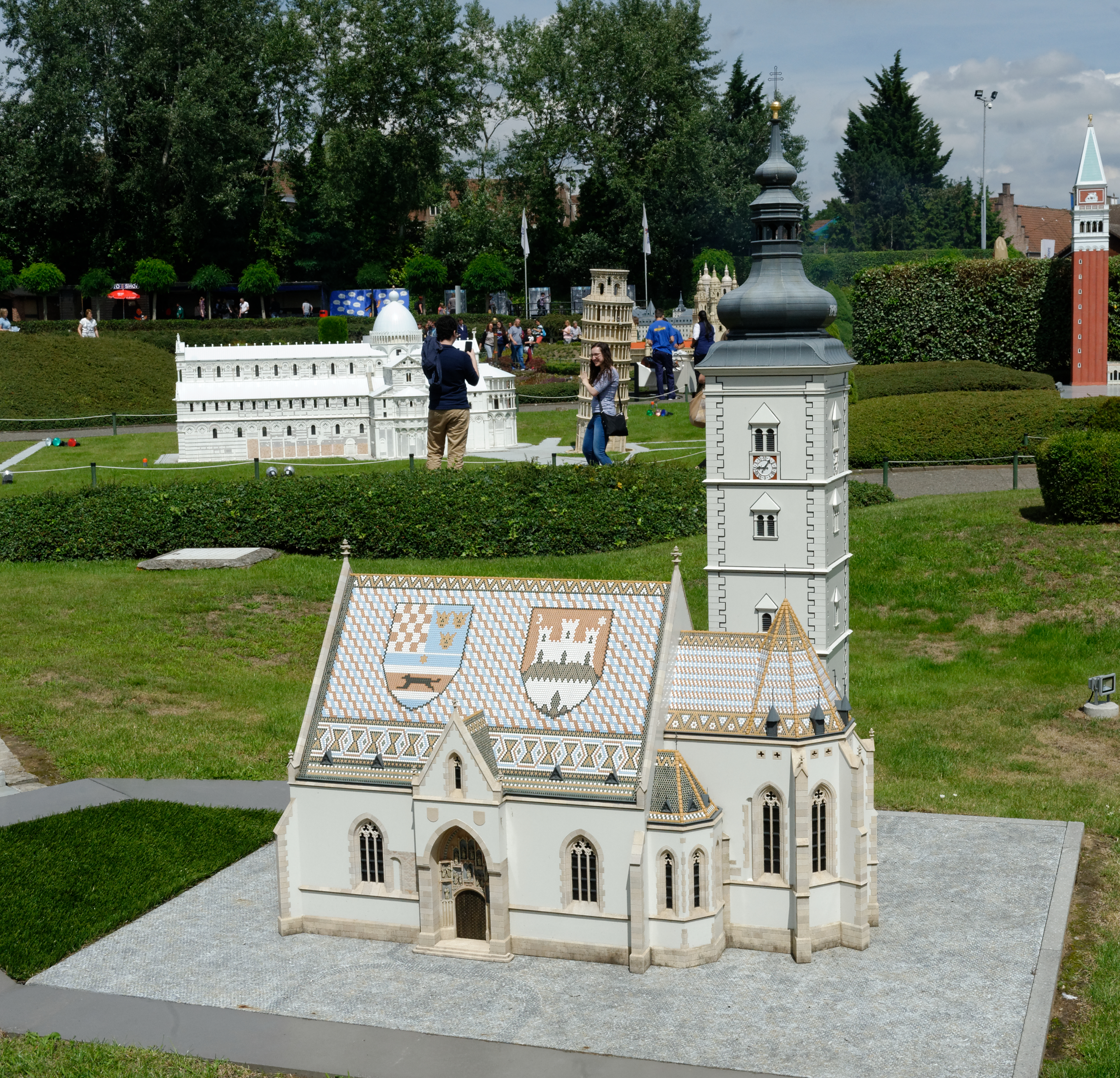

## Guia Mini-Europa i turisme
Un fullet descriptiu en deu llengües ofereix informació abundant i anècdotes sobre els monuments i de la Unió Europea.
Amb 350.000 visitants a l'any i una xifra de negocis de 4 milions d'euros, Mini-Europe és una de les principals atraccions de Brussel·les.

## L'esperit d'Europa
Al final del recorregut, hi ha un espai reservat a la Unió Europea on s'explica de forma breu, i en general mitjançant jocs, la seva història, èxit i cultura, el funcionament de les institucions, el mercat comú, les raons de l'ampliació. Hi ha nombroses activitats pedagògiques ideals per a col·legis.
Per a totes aquestes activitats, Mini-Europe compta amb el suport moral de la Comissió Europea i el Parlament Europeu.